# Big Foot-veld
Big Foot is een olieveld onder de Golf van Mexico op het Amerikaanse continentale plat, 360 kilometer ten zuiden van New Orleans.
Chevron boorde in januari 2006 met de Cajun Express olie aan in blok Walker Ridge 29. In 2010 werd besloten het veld in productie te nemen. Daarbij werd als productieplatform een tension-leg platform (TLP) gekozen. Deze werd gebouwd door DSME in Zuid-Korea, terwijl het dek werd gebouwd door Kiewit Offshore in Corpus Christi in Texas. De TLP werd begin 2013 met de Mighty Servant 1 van Dockwise vervoerd naar Ingleside waar het dek werd geplaatst.
Daarna werd het in maart 2015 naar locatie gesleept, waar het door de Balder met zestien tendons, lange holle palen, verbonden moest worden aan in de zeebodem geplaatste zuigankers (suction-piles). In dit gebied was echter eerder een ringstroom of eddy afgescheiden van de loop current, wat hoge stroomsnelheden tot gevolg had. Hierdoor begaven negen van de tendons het, om daarna naar de zeebodem te zinken. Nadat nieuwe tendons waren gefabriceerd, werd het platform in maart 2018 alsnog geïnstalleerd door de Balder. Daarmee werd het de diepste TLP.
De verwachting is dat het platform in 2018 gaat produceren. De olie zal naar de wal worden getransporteerd via de Big Foot Oil-pijpleiding.